# Josep Baqué
Pour les articles homonymes, voir Baqué.
Josep Baqué (Barcelone 12 décembre 1895 - Barcelone 13 mars 1967) était un artiste catalan de l'Art brut.

Après avoir, à 17 ans, quitté sa famille et sillonné l'Allemagne et la France, Josep Baqué rentre à Barcelone en 1914 quand la guerre éclate. En 1928, il devient fonctionnaire dans la Guàrdia Urbana, la police municipale de la ville.
Vivant seul avec sa mère, célibataire avec une vie sociale réduite au minimum, il consacre tout son temps libre à dessiner plus de 1 500 monstres. L'auteur réunira ses planches dans un coffret portant la mention « animaux, phénomènes rares, bêtes jamais vues, monstres et hommes primitifs » en castillan, orné de deux rubans aux couleurs de la Catalogne et de la République espagnole.

## Expositions
- 2007, Collège de 'Pataphysique, Fond’action Boris Vian
- 2014, Démons & Merveilles, Musée art ) & ( marges, rue Haute 312-314, Bruxelles, du 7 février au 1er juin.
- 2014, Exposition Josep Baqué à la Collection de l'art brut à Lausanne

## Collections
- Musée du Vivant, Paris, France,
- Collection de l'Art Brut, Lausanne, Suisse
- LaM, Villeneuve-d'Ascq, France

## Film
- Un reportage de 8 min 25 s sur Josep Baqué raconté par Esteve Freixa i Baqué, son petit-neveu, a été réalisé en mars 2008 par le Musée du Vivant et EcolibTV

## Publications
- Les monstres domestiques de Josep Baqué, Guy Ciancia et Françoise Degand, Viridis Candela, Le Correspondancier du Collège de Pataphysique, 8e série n°1, octobre 2007, pp. 5-32.
- Josep Baqué et son bestiaire, Esteve Freixa i Baqué en collaboration avec Mireille Grizzo, Lausanne / Gollion, Collection de l’Art Brut / Infolio, 2014, 44 pages, 30 ill.  (ISBN 978-2884747349)